# Клин-9
Военный городок Клин-9 основан на рубеже конца 1950-х начала 1960-х годов на территории Клинского района Московской области, входил в систему ПРО Москвы. Городок застраивался типовыми 4-х этажными кирпичными и 5-этажными панельными домами.

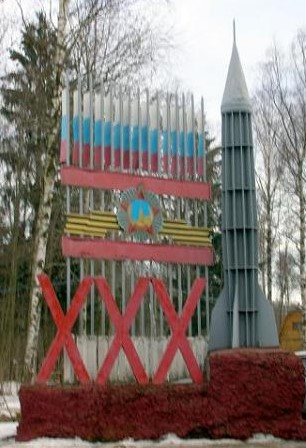
Монумент в честь 30-летия победы

Население городка в основном бывшие служащие расформированной войсковой части 12517 и небольшая часть ныне служащих с их семьями, а также соседней расформированной в/ч 07145. Почтовый индекс: 141609 Архивная копия от 7 февраля 2017 на Wayback Machine. В городок ходит автобус по маршруту № 40 «Клин-Жилсектор (Клин-9)» автоколонны № 1792. Рядом с городком находятся два живописных озера, построенные как пожарные пруды военнослужащими Советской Армии и открытое стрельбище; бывшие позиции ЗРК С-25; расформированный отдельный противоракетный центр (в/ч 27905); в советское время был развит спортивный сектор.

## Расположение
Городок расположен в центральной части района, у юго-восточной окраины города Клин, в 4 км восточнее автотрассы М10 «Россия». Ближайшие населённые пункты — г. Клин, Акатьево, Борозда. Расстояние до ж/д станции Клин 9 км, до МКАД 70 км, до Твери 88 км, до ближайшего аэропорта (Шереметьево) около 71 км.

## Образование
В городке располагается одна средняя школа:
- Средняя общеобразовательная школа «Юность».[3] С начала 2020 года является Гимназией № 2.[4]

## Клин-9 в 1970-е годы

Школа "Юность"
Зона отдыха
Клуб в 1976 году
Вид на въездные ворота
Дорога на военный объект
Автобус на маршруте № 40, идущий из городка
Комплекс "Енисей" (обсерватория, 1970-е годы)
Строительство монумента у КПП (1970-е годы)

## Современное состояние
По данным на 2014 год, ряд объектов жизнеобеспечения и инженерных коммуникаций бывшего военного городка находятся в неудовлетворительном состоянии: разбиты дороги, недостаточное уличное освещение, не ухоженность территории. Есть также и положительная динамика: модернизирован детский сад,в городке возведена новая детская площадка, реконструирован и заново открыт магазин военторг совместно с сетью «Пятёрочка». В городке имеются: МОУ — гимназия N2, отделение «Почта России», отделение «Сбербанк России», деревянная православная церковь

## Галерея

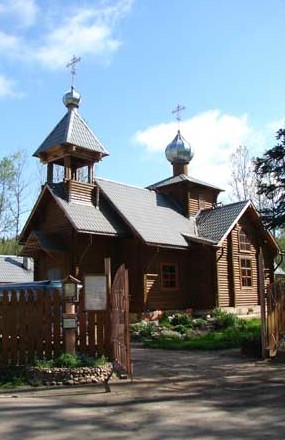
Храм святого преподобномученика Серафима (Вавилова)
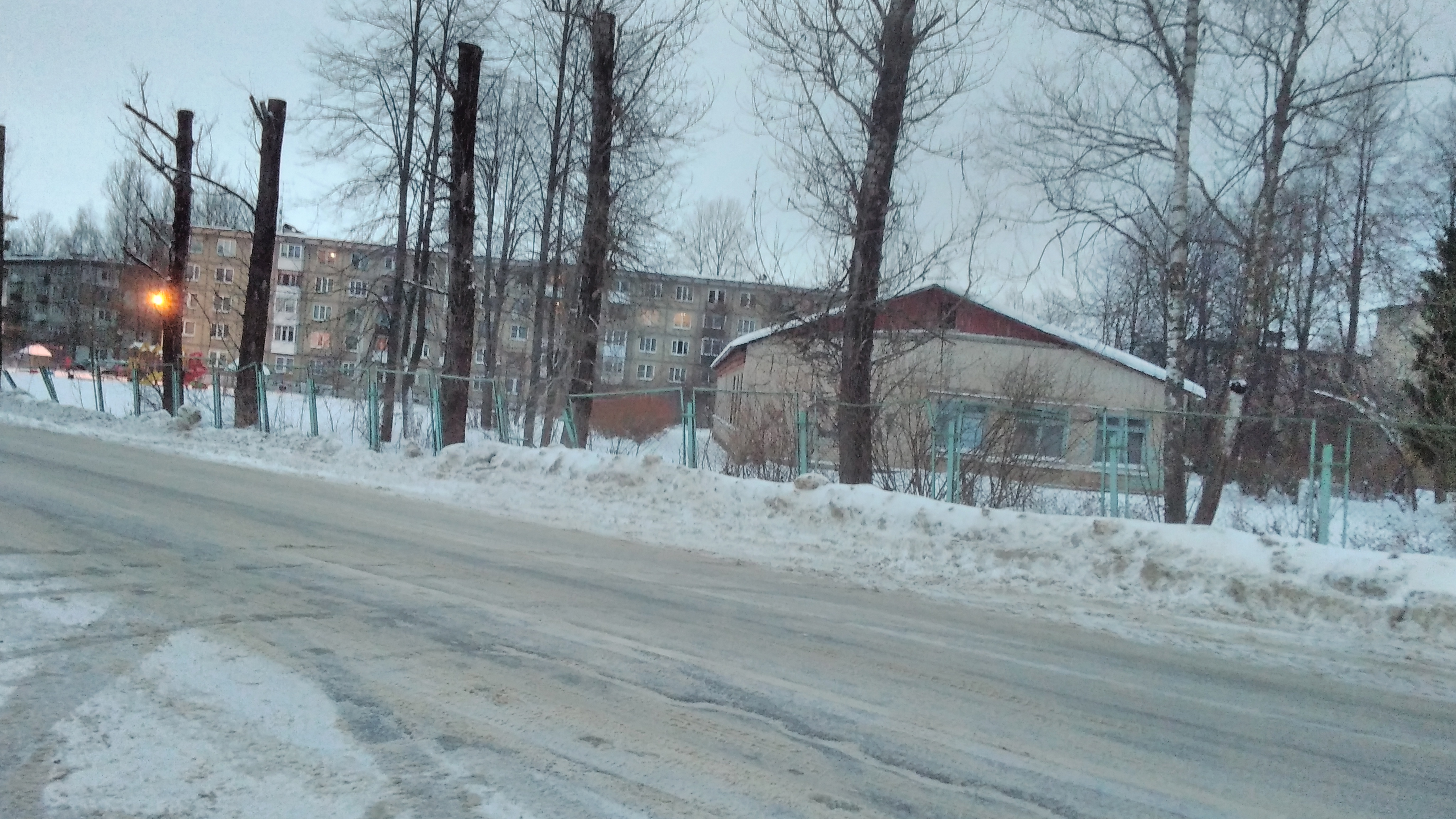
Начальная школа и дом №7
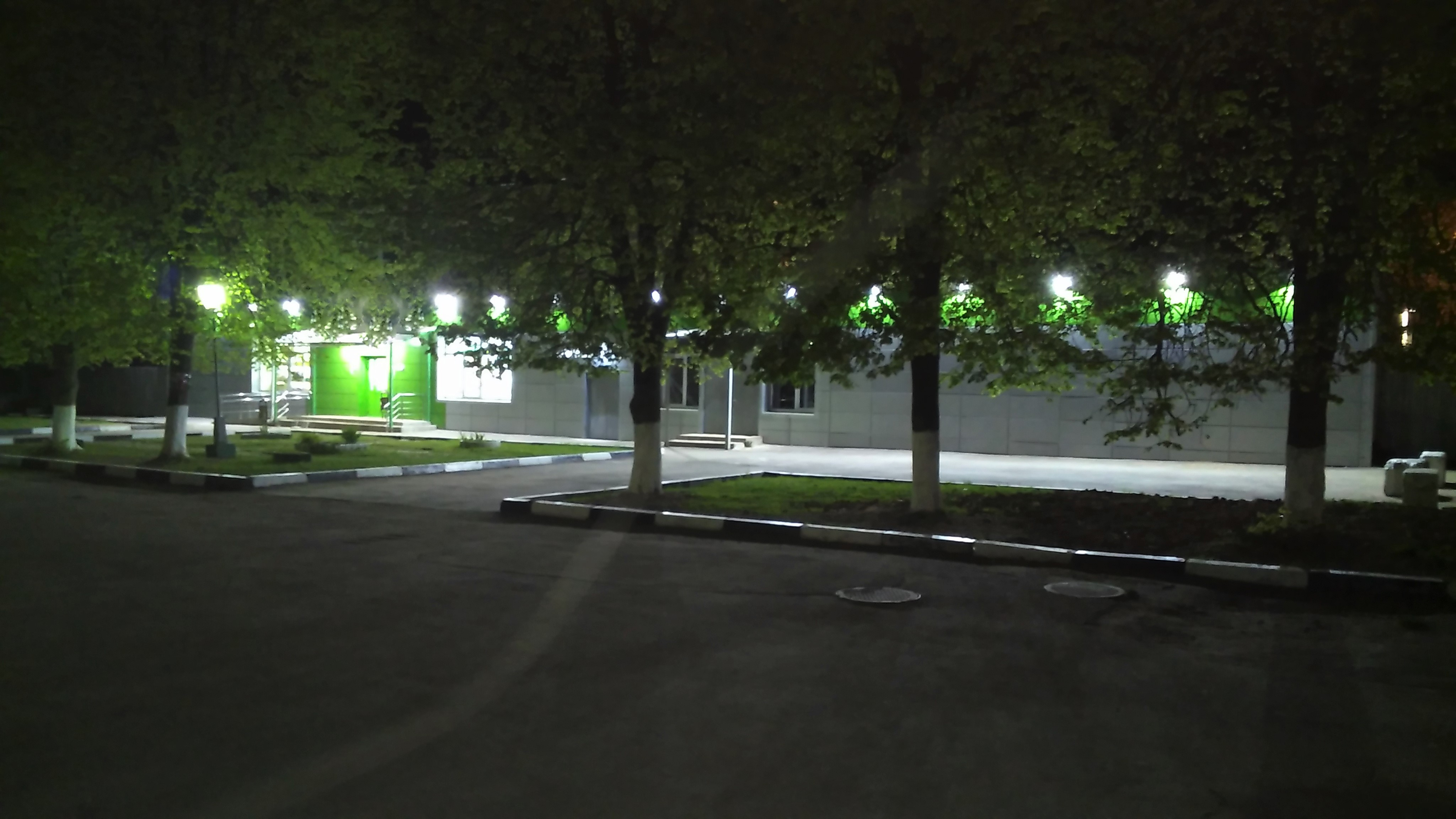
Площадь перед военторгом
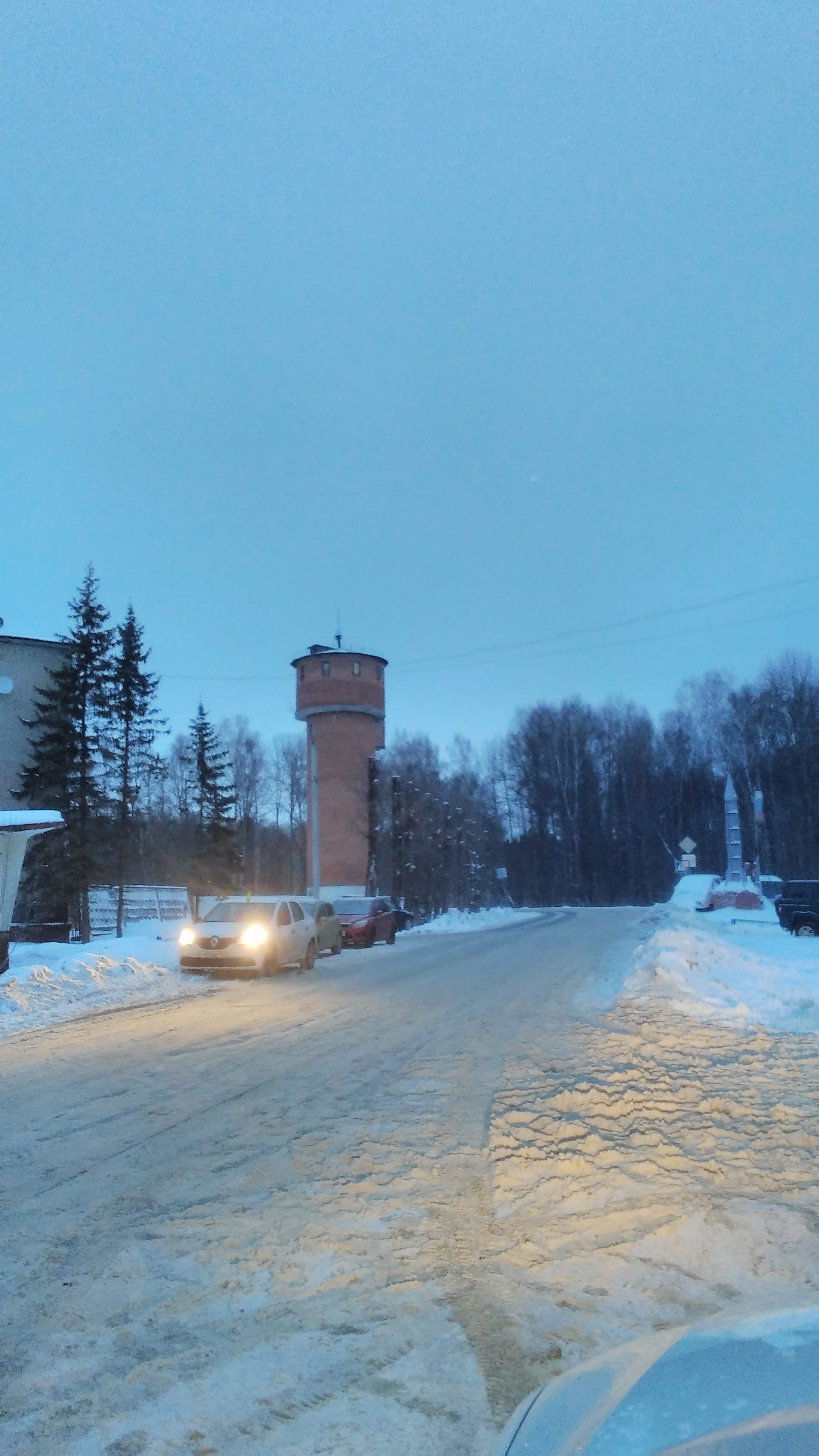
Водонапорная башня
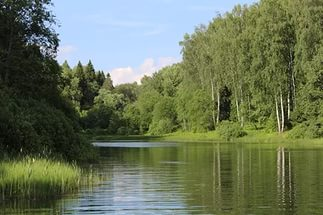
Озеро
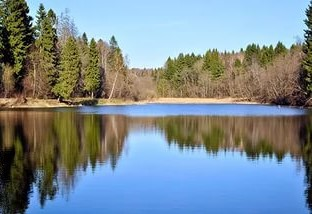
Озеро (в/ч 07145)
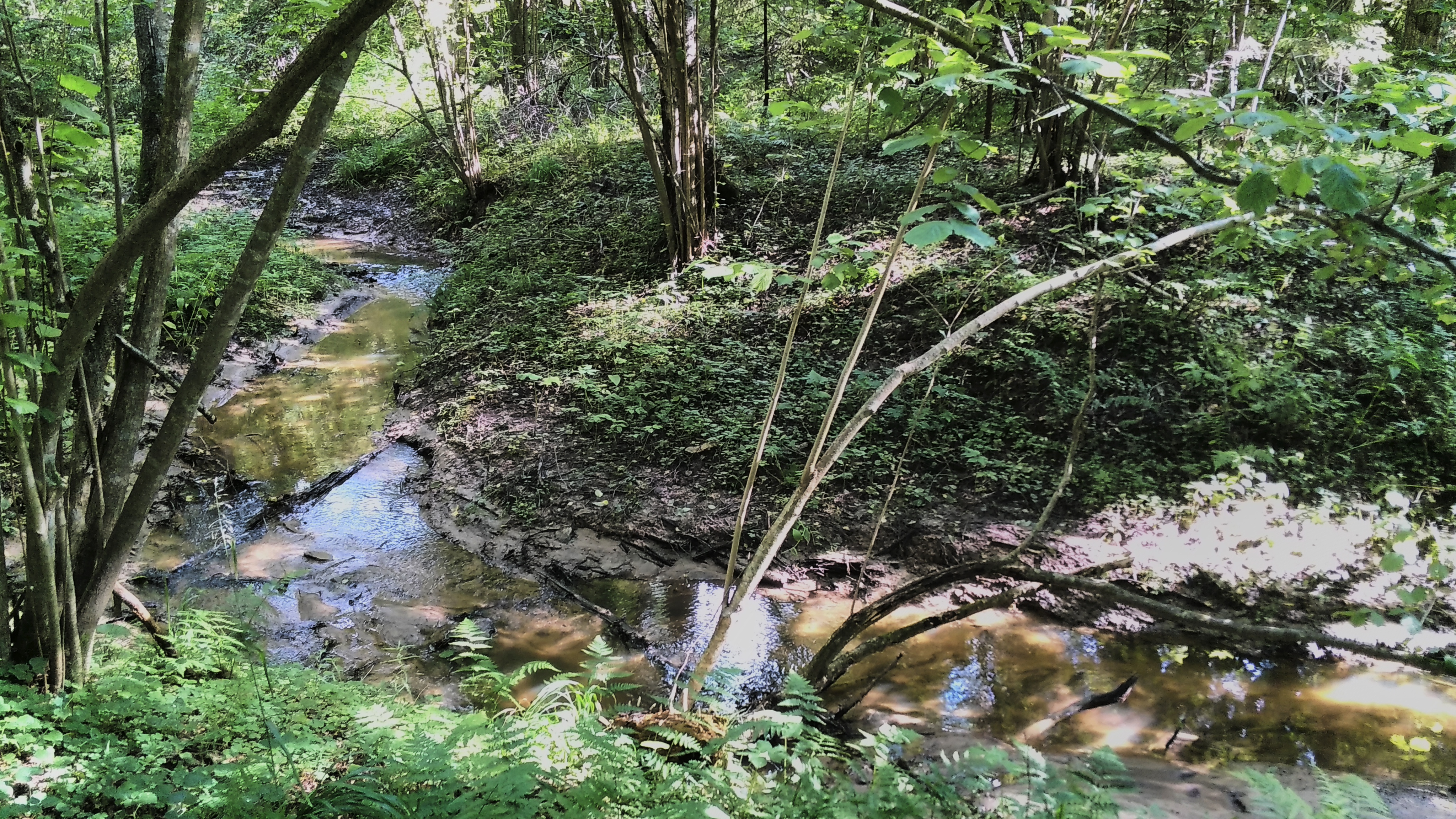
Ручей в лесу